# Fenadiazole
Fenadiazole (Hypnazol, Eudormil, Viodor) là một loại thuốc thôi miên với cấu trúc độc đáo dựa trên oxadiazole. Nó từng được sản xuất bởi công ty dược phẩm Lao động Pháp Jacques Logeais.